# Новицкая, Эльфрида Павловна
Эльфрида Павловна Новицкая (24 января 1932, Новосибирск — 20 июня 2012, Ростов-на-Дону) — советская и российская художница, работавшая в стиле наивного искусства, поэтесса, одна из ключевых фигур андеграунда Ростова-на-Дону второй половины XX века.

## Биография
Родилась 24 января 1932 года в Новосибирске. Окончив школу, Эльфрида Новицкая уехала в Москву и поступила в ГИТИС (предположительно в актерскую мастерскую Бориса Бибикова и Ольги Пыжовой), но обстоятельства помешали продолжению учебы.
Окончила Томский топографический техникум, работала геодезистом. Перебравшись в Ростов-на-Дону, училась в ростовском культпросветучилище, получила диплом «клубный работник». В 37 лет поступила на филологический факультет Ростовского педагогического института и работала  по окончании института педагогом.
В 1980-1990-х годах устраивала на своей квартире знаменитые на весь Ростов-на-Дону «четверги», на которых собирался цвет ростовского творческой интеллигенции и андеграунда. Снималась в фильме Кирилла Серебренникова «Замена собак микшированием» по «Уроку» Эжена Ионеско и в его же клипе «Резиновые ноги» (группа «Пекин Роу Роу», 1992).
Среди ростовчан ходила шутка: «Кто Эльфриду не видал, тот в Ростове не бывал». Также Эльфриду Павловну уважительно величали «бабушкой ростовской богемы».
Умерла в Ростове-на-Дону 20 июня 2012 года на 81-м году жизни. Похоронена на кладбище хутора Недвиговка, недалеко от музея-заповедника «Танаис», в котором Эльфрида Павловна проводила много времени, рисуя и общаясь с художниками и поэтами. 
Друзья и родственники планировали устроить в квартире Эльфриды Павловны Новицкой посвящённый ей музей.

## Семья
- Новицкий, Иван Эдуардович (1953—2001) — сын, российский поэт[6].

## Память
- 25 января 2014 года стараниями культового ростовского арт-кафе «Ложка» была открыта выставка живописи, предметов быта и фотографий Эльфриды Павловны Новицкой под названием «Эльфрида. Богиня плантаций»[7][8][9].